# Hát trống quân

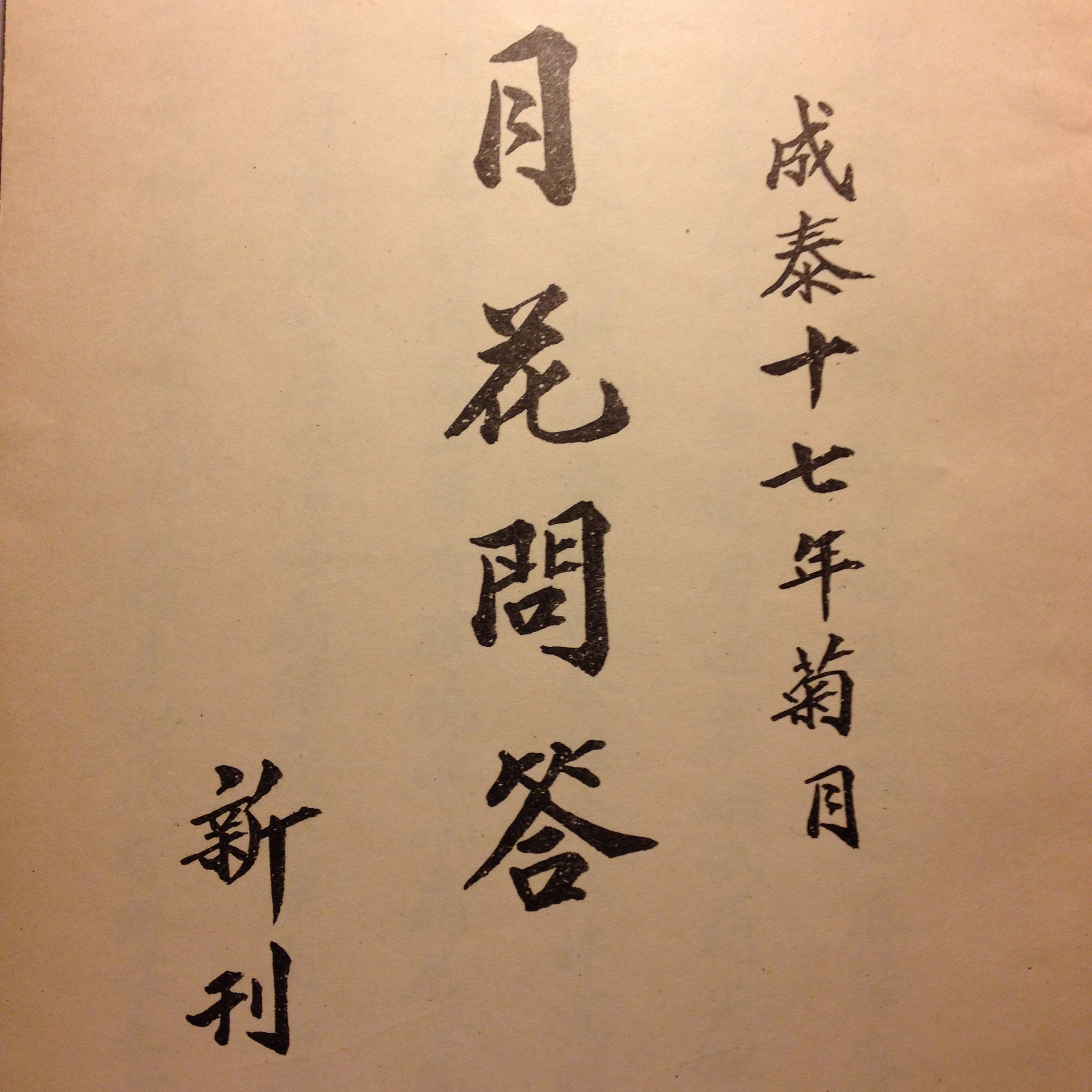
Sách Nguyệt hoa vấn đáp bằng chữ Nôm in năm Thành Thái thứ 17 (1905), chép lời hát cho những điệu hát đối

Hát trống quân là loại hình dân ca thi tài đối đáp thông qua những câu hát giao duyên có nội dung trao đổi về kinh nghiệm sống giữa nam, nữ thanh niên, rất phổ biến ở các tỉnh đồng bằng sông Hồng, trung du và miền núi phía Bắc và khu vực tỉnh Thanh Hóa của Việt Nam. Nghệ thuật Trống Quân phát triển nhất ở Hưng Yên đã được công nhận là Di sản văn hóa phi vật thể Quốc gia, Các tỉnh lân cận như Hải Dương, Bắc Ninh, Vĩnh Phúc cũng có di sản này như nghề hát trống quân ở xã Thúc Kháng, huyện Bình Giang, tỉnh Hải Dương; làng Bùi Xá xã Ninh Xá, thị xã Thuận Thành, phía nam tỉnh Bắc Ninh và trống quân Đức Bác, huyện Sông Lô, Vĩnh Phúc đã cũng được công nhận là Di sản văn hóa phi vật thể Quốc gia. Hát trống quân đã được đưa vào Khoa sáng tác (Học viện Âm nhạc quốc gia Việt Nam) như một môn học chính.

## Lịch sử
Theo sử sách, hát trống quân có quá trình hình thành và phát triển rất sớm, từ thời Triệu Việt Vương, gắn liền với sinh hoạt cộng đồng trong suốt chiều dài lịch sử của người dân quê "nhãn lồng bổ ngập giao phay, gà con xuống ổ ba ngày nửa cân".
Tục truyền, hát Trống quân xuất hiện vào đời nhà Trần, thời kháng chiến chống quân Nguyên, binh sĩ khi giải trí ngồi thành hai hàng đối nhau, một bên là "Hát xướng", một bên là "Hát đáp", khi hát gõ vào tang trống để làm nhịp.
Ngày nay, hát trống quân đang phát triển ở nhiều nơi và được bảo tồn, lưu giữ khá đầy đủ tại Hưng Yên như các xã: Dạ Trạch, An Vỹ, Hàm Tử (huyện Khoái Châu); Tân Tiến, Nghĩa Trụ, Vĩnh Khúc (huyện Văn Giang); Đồng Than (huyện Yên Mỹ); Bãi Sậy, Hoàng Hoa Thám (huyện Ân Thi); Dị Chế, Hải Triều, Thụy Lôi, Cương Chính (huyện Tiên Lữ); Thọ Vinh, Đức Hợp, Hùng An (huyện Kim Động); Việt Hưng (Văn Lâm). Một số câu lạc bộ ở các xã: Dạ Trạch, Vĩnh Khúc, Đồng Than đã tổ chức truyền dạy hát trống quân cho thế hệ trẻ để lưu giữ cho mai sau. Đáng chú ý, trên địa bàn tỉnh Hưng Yên hiện có 6 nghệ nhân hát trống quân đã vinh dự được nhà nước phong tặng danh hiệu Nghệ nhân ưu tú.

## Đặc trưng
Hát trống quân ở mỗi địa phương có chút ít khác nhau về làn điệu, cách thức, thời điểm hát nhưng có đặc điểm chung là cách thức hát xướng giống nhau, làn điệu gần giống nhau và sử dụng một loại trống để đánh nhịp khi hát và đoạn "Lưu không" giữa những câu đối đáp.
Hát Trống Quân phổ biến ở Bắc Bộ thường được tổ chức vào ban đêm trong những tuần trăng tháng bảy, tháng tám âm lịch, ngoài ra còn được tổ chức hát thi vào những ngày hội. Trong những ngày mùa, những người thợ gặt ở nơi khác đến thường tổ chức hát với trai hoặc gái trong làng hoặc giữa họ với nhau vào buổi tối, lúc nghỉ việc. Hát trống Quân thường được tổ chức ngoài sân nhà hoặc ở bãi cỏ rộng, ở gần đình làng, giữa một bên là nam và một bên là nữ.
Hát dân ca trống quân chia làm hai thể loại: Hát giao duyên và hát thờ, trong đó hát giao duyên gồm các làn điệu: Hát trống quân, hát mó cá, hát đúm, xin hoa đố chữ; hát thờ gồm các làn điệu giáo trống, giáo pháo, thơ nhang. Hát trống quân đa số là hát theo vần điệu lục bát (trên sáu, dưới tám)

### Trống quân
Trống quân là một sợi mây dài độ 3 - 4 mét và dày độ 1 cm. Người ta cắm hai đầu sợi dây mây dưới đất bằng hai cây cọc nhỏ bằng gỗ hay bằng tre. Ngay chính giữa sợi mây, người ta đào một lỗ vuông độ 4 tấc mỗi bề, rồi bịt lỗ ấy bằng một miếng ván mỏng. Có khi người ta dùng một khúc tre, một đầu chống lên sợi mây, một đầu chịu trên mặt gỗ.
 Thông tin thêm về trống quân.

### Trống thùng
Khi hát Trống Quân có trống dẫn nhịp. Người ta còn gọi là trống này là "Trống thùng". Trống thùng được cấu tạo như sau: Hai cọc được cắm ở hai bên, một bên cọc là phe nam, một bên cọc là phe nữ đứng (hoặc ngồi). Một sợi dây thừng được buộc vào hai cọc, chính giữa sợi dây đặt một cái thùng, mặt rỗng úp xuống một hố đất nhỏ, mặt đáy trên sát sợi dây. Người ta gõ vào đầu dây ở phía cọc, dây bật vào đáy thùng mà kêu thành tiếng. Xưa kia, trống thùng làm bằng hai cọc tre cao khoảng 1 mét và một thanh tầm vông gát ngang. Giữa thanh tầm vông người ta đặt một thanh tre vuông góc, một đầu chống lên một miếng ván mỏng được đặt hờ trên một hố đất nhỏ. Khi đối đáp, bên nào hát dứt câu thì đánh vào trống thùng (là phần dây nơi đầu cọc hoặc đầu thanh tầm vông) để làm nhịp "Lưu không", vừa để thúc giục phe bên kia hát đáp lại.

## Tiết tấu
Về âm nhạc, Trống Quân là một làn điệu gần với tiếng nói hơn. Vì lời ca là thơ lục bát và mỗi lần hát có thể dài ngắn khác nhau, nên giai điệu biến đổi theo dấu giọng, Trống Quân lấy đối lời làm chính và được diễn xướng ở tốc độ nhanh vừa, lời ca chỉ có vài tiếng đệm nhằm phục vụ cho việc xây dựng giai điệu như: thời, có mấy, hời, ư, nầy, rằng...
Đoạn tiết tấu "Lưu không" của hát Trống Quân:
♪♪|♪♬ ♪♪|♩ ♪♪|♪♬ ♪♪|♩
hoặc
♪♪|♩ ♪♪|♩ ♪♪|♪♬ ♪♪|♩
Trống quân
Có đám mây xanh
Trên trời (thời) có đám mây xanh
Ở giữa (thời) mây trắng (ấy)
Chung quanh mây bển vàng (ư…) - "Lưu không"
Ước gì (thời) anh lấy được nàng thì anh (này)
Mua gạch (ấy) Bát Tràng đem về xây (ư…) - "Lưu không"
Xây dọc (thời) anh lại xây ngang (chứ)
Xây hồ (thời) bán nguyệt (ấy)
Cho nàng chân rửa chân (ư…) - "Lưu không"
Nên chăng (thời) tình ái nghĩa ân
Chẳng nân (này) phi giả (ấy)
Về dân Tràng Bát Tràng – "Lưu không"